# Episodi di Magnum, P.I. (sesta stagione)
La sesta stagione della serie televisiva Magnum, P.I. è stata trasmessa in prima visione negli Stati Uniti d'America da CBS tra il 1985 e il 1986.
In Italia è stata trasmessa in prima visione da Italia 1 tra il 1987 e il 1988.
| nº | Titolo originale                                                             | Titolo italiano                         | Prima TV USA      | Prima TV Italia |
| -- | ---------------------------------------------------------------------------- | --------------------------------------- | ----------------- | --------------- |
| 1  | Dejà Vu (1)                                                                  | Dejà vu (1ª parte)                      | 26 settembre 1985 |                 |
| 2  | Dejà Vu (2)                                                                  | Dejà vu (2ª parte)                      | 26 settembre 1985 |                 |
| 3  | Old Acquaintance                                                             | Compagni di scuola                      | 3 ottobre 1985    |                 |
| 4  | The Kona Winds                                                               | Il ciclone                              | 10 ottobre 1985   |                 |
| 5  | The Hotel Dick                                                               | Topi d'albergo                          | 17 ottobre 1985   |                 |
| 6  | Round and Around                                                             | Un delitto assurdo                      | 24 ottobre 1985   |                 |
| 7  | Going Home                                                                   | Ritorno a casa                          | 31 ottobre 1985   |                 |
| 8  | Paniolo                                                                      | Ladri di bestiame                       | 7 novembre 1985   |                 |
| 9  | The Treasure of Kalaniopu'u                                                  | Il tesoro di Kalaniopu'u                | 11 novembre 1985  |                 |
| 10 | Blood and Honor                                                              | Tradimento                              | 5 dicembre 1985   |                 |
| 11 | Rapture                                                                      | Ebbrezza                                | 12 dicembre 1985  |                 |
| 12 | I Never Wanted to Go to France, Anyway                                       | Terrore al luna-park                    | 2 gennaio 1986    |                 |
| 13 | Summer School                                                                | La pecora nera                          | 9 gennaio 1986    |                 |
| 14 | Mad Dogs and Englishmen                                                      | L'invasione                             | 23 gennaio 1986   |                 |
| 15 | All Thieves On Deck                                                          | Ladri e assassini in coperta            | 30 gennaio 1986   |                 |
| 16 | This Island Isn't Big Enough....                                             | Questa isola non è grande abbastanza... | 13 febbraio 1986  |                 |
| 17 | Way of the Stalking Horse                                                    | L'impostore                             | 20 febbraio 1986  |                 |
| 18 | Find Me a Rainbow                                                            | Un arcobaleno tutto per te              | 13 marzo 1986     |                 |
| 19 | Who Is Don Luis, Higgins... And Why Is He Doing These Terrible Things To Me? | Don Luis                                | 20 marzo 1986     |                 |
| 20 | A little Bit of Luck... A Little Bit of Grief                                | Fortunato al gioco...                   | 3 aprile 1986     |                 |
| 21 | Photo Play                                                                   | Cartelli stradali                       | 10 aprile 1986    |                 |